# Valtteri Bottas
Valtteri Viktor Bottas (phát âm tiếng Phần Lan: [ˈʋɑltːeɾi ˈbotːɑs]; sinh ngày 28 tháng 8 năm 1989) là một tay đua người Phần Lan hiện đang thi đấu ở công thức 1 cho đội đua Alfa Romeo, trước đó đã đua cho Mercedes từ 2017 đến 2021 và Williams từ 2013 đến 2016. Bottas đã giành được 10 chiến thắng trong cuộc đua và 67 lần lên bục podium. Anh đã góp phần vào 5 chức vô địch của đội đua cho Mercedes và đã 2 lần là á quân giải vô địch của các tay đua vào năm 2019 và 2020.
Bottas bắt đầu sự nghiệp đua xe của mình ở môn đua xe kart, sau đó tiến tới các chức vô địch một chỗ ngồi như Formula Renault UK Winter Series, Formula Renault Eurocup và Formula Renault Northern European Cup. Năm 2009, anh thăng hạng lên giải đua Formula 3 Euroseries, về thứ ba trong chức vô địch và cũng giành chiến thắng trong sự kiện Masters of Formula 3. Năm 2010, anh ấy được thuê làm tay đua thử nghiệm cho đội đua Williams, vị trí mà anh ấy sẽ giữ trong suốt năm 2011 và 2012, tham gia 15 buổi thực hành miễn phí vào thứ sáu. Năm 2011, anh cũng tham gia giải đua GP3 Series và giành chức vô địch trong chặng đua cuối cùng của mùa giải. 
Năm 2013, anh gia nhập Williams với tư cách là tài xế toàn thời gian hợp tác với Pastor Maldonado. Anh đã ở lại Williams cho đến năm 2017, đạt được vị trí thứ 4 trong giải vô địch vào năm 2014 và về đích trên bục podium chín lần trong thời gian thi đấu cho Williams. Sau quyết định giải nghệ của Nico Rosberg vào mùa giải 2016, Bottas đã được Mercedes ký hợp đồng để thay thế đối tác của Lewis Hamilton. Trong thời gian thi đấu cho Mercedes kéo dài đến năm 2022, Bottas đã 4 lần lọt vào top 3 của chức vô địch và giành chiến thắng trong 10 chặng đua cùng với 58 lần lên bục podium. Sau năm chức vô địch các đội đua đã giành được cùng với Hamilton và sau quyết định giải nghệ của người đồng huơng Kimi Räikkönen sau mùa giải 2021, Bottas đã được Alfa Romeo ký hợp đồng để thay thế đối tác với tay đua người Trung Quốc Chu Quán Vũ (Zhou Guanyu).

## Sự nghiệp

### Trước công thức 1 (cho đến năm 2013)
Bottas quan tâm đến đua xe thể thao bắt đầu từ năm 6 tuổi khi tình cờ đến xem một sự kiện đua xe karting mà anh đã xem quảng cáo tại siêu thị địa phương khi đi mua sắm cùng ông nội. Người hùng của anh ấy khi lớn lên là người đồng hương và nhà vô địch công thức 1 Mika Häkkinen. Bottas về thứ tám trong 2005 Karting World Cup cho P.D.B. Racing Team, sử dụng khung gầm Gillard và động cơ Parilla. Bottas đã giành được cả 2008 Formula Renault Eurocup và 2008 Formula Renault Northern European Cup. Khi làm như vậy, anh ấy đã lặp lại kỳ tích của Filipe Albuquerque, người đã giành được cả NEC và Eurocup trong cùng một mùa giải, vào năm 2006. Bottas cũng sẽ vô địch giải đua xe Công thức Renault nước Anh Mùa đông năm 2007, nếu anh ấy có giấy phép đăng ký MSA cho chức vô địch. Điều này không ngăn cản anh ấy thi đấu, và anh ấy đã thắng ba trong số bốn cuộc đua để giành chức vô địch.
Anh ấy đã tham gia giải Formula 3 Euroseries cho mùa giải 2009, cạnh tranh cho các nhà đương kim vô địch ART Grand Prix. Mặc dù không giành chiến thắng trong một cuộc đua, Bottas đã thiết lập hai vị trí pole trên đường giành vị trí thứ ba trong chức vô địch, vượt qua tay đua tương lai của BMW i Andretti Motorsport Alexander Sims tại cuộc đua cuối cùng. Vào tháng 6 năm 2009, Bottas đã giành chức vô địch 2009 Masters of Formula 3, đồng thời giành được vị trí pole và lập vòng đua nhanh nhất. Bằng cách giành chiến thắng trong sự kiện này một lần nữa vào năm 2010, anh ấy đã trở thành tay đua đầu tiên giành được danh hiệu F3 Masters lần thứ hai.
Năm 2010, Bottas được chỉ định lái thử cho đội Williams và sẽ tiếp tục như vậy trong các mùa giải 2011 và 2012 (nơi anh ấy tham gia 15 buổi thực hành miễn phí vào thứ sáu) mùa giải. Cũng trong năm 2011, anh đã tham gia giải GP3 Series, còn lại với đội F3 ART. Sau một khởi đầu khó khăn cho mùa giải, anh đã giành được chiến thắng trong bốn chặng đua cuối tuần cuối cùng và giành được danh hiệu bằng cách giành chiến thắng trong cuộc đua áp chót trước đồng đội của mình và tay đua tương lai của Jaguar Racing James Calado.

### Công thức 1 (từ năm 2013 trở đi)

#### Williams (2013-2016)

##### 2013: Mùa giải đầu tiên trong công thức 1
Valtteri Bottas giành được suất đua chính thức F1 với Williams từ năm 2013 vào ngày 28 tháng 11 năm 2012.
Vào ngày 8 tháng 6 năm 2013, Bottas vượt qua vòng phân hạng ở vị trí thứ 3 tại giải đua ô tô Công thức 1 Canada sau Sebastian Vettel và Lewis Hamilton. Anh đã ghi điểm đầu tiên của mình trong công thức 1 khi kết thúc tại giải đua ô tô Công thức 1 Hoa Kỳ khi về đích thứ 8. Kết quả này giúp Bottas đứng trước Maldonado trong giải vô địch các tay đua.

##### 2014: Kiếm được những bục podium đầu tiên trong sự nghiệp

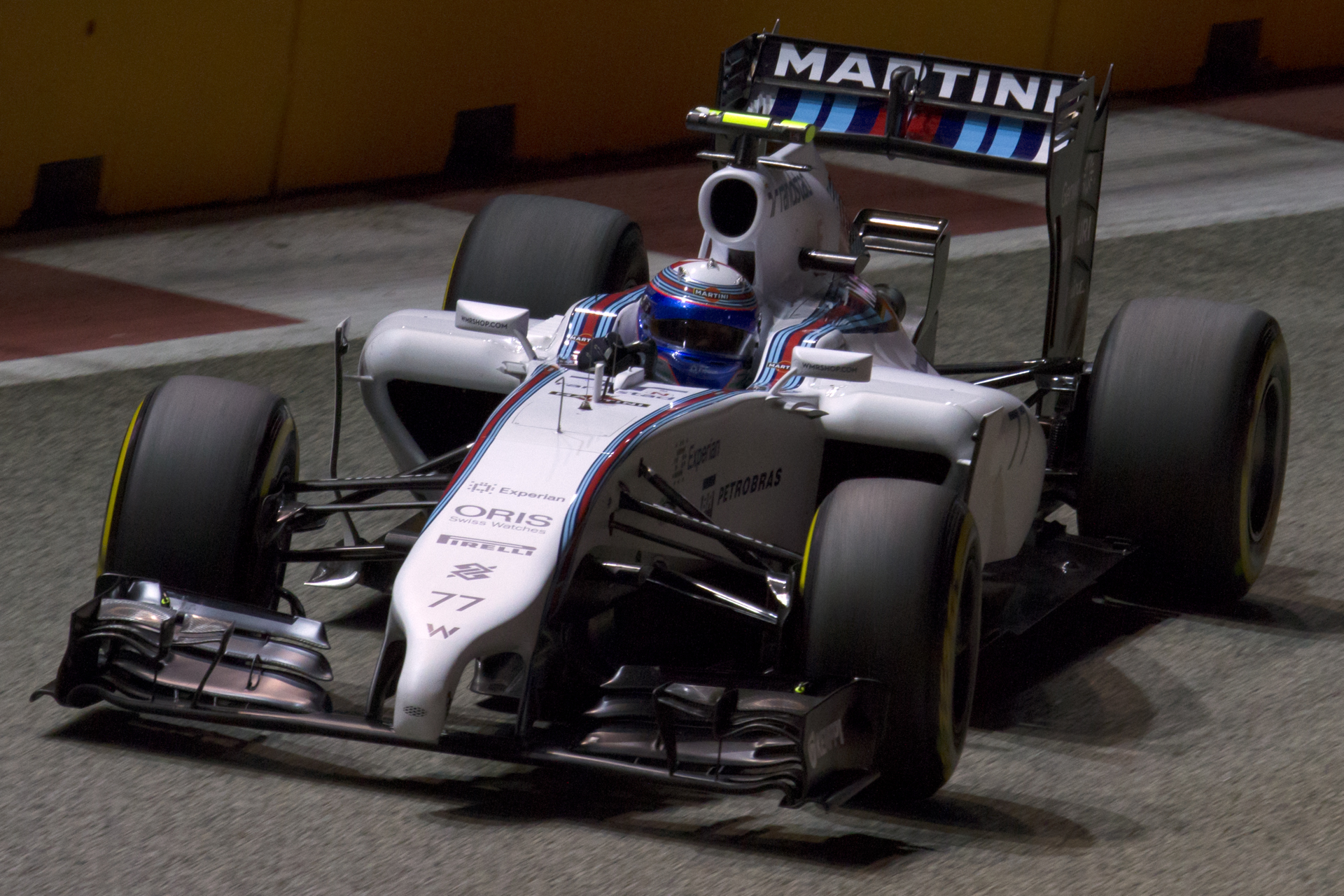
Valtteri Bottas tại giải đua ô tô Công thức 1 Singapore 2014

Vào ngày 11 tháng 11 năm 2013, Bottas đã được xác nhận sẽ tiếp tục với đội đua Williams vào năm 2014 cùng với tay đua người Brasil Felipe Massa, người đã được ký hợp đồng từ Ferrari để thay thế Pastor Maldonado.
Tại chặng đua đầu tiên của mùa giải 2014 ở Úc, Bottas vượt qua vòng loại ở vị trí thứ 10 và về đích thứ 6, sau khi leo lên các vị trí sau một vụ va chạm trước đó trong cuộc đua. Anh sau đó được thăng lên vị trí thứ 5 sau khi Daniel Ricciardo bị truất quyền thi đấu ở vị trí thứ 2. Tại giải đua ô tô Công thức 1 Áo, Bottas đạt vị trí 2 sau vòng phân hạng, vị trí xuất phát tốt nhất lúc bấy giờ của anh ấy trong công thức 1 và đồng thời, anh cũng đã giành được bục podium đầu tiên trong sự nghiệp, về thứ 3 sau Nico Rosberg (thứ nhất) và Lewis Hamilton (thứ hai). Mặc dù xuất phát từ vị trí thứ 14 tại giải đua ô tô Công thức 1 Anh, anh vẫn leo lên các vị trí phía trên để về đích ở vị trí thứ nhì sau khi Rosberg bỏ cuộc, qua đó lên bục podium thứ hai liên tiếp trong sự nghiệp. Tại giải đua ô tô Công thức 1 Đức, anh bắt đầu thứ nhì và kết thúc cuộc đua ở vị trí đó bất chấp thách thức từ Hamilton. Sau khi giành được thêm ba bục podium ở Bỉ, Nga (nơi anh lập vòng đua nhanh nhất đầu tiên của mình) và Abu Dhabi (lần đầu tiên cả hai tay đua của đội lên bục podium đầu tiên của đội Williams kể từ giải đua ô tô Công thức 1 Monaco 2005), Anh về thứ 4 chung cuộc trong bảng xếp hạng các tay đua và đồng thời đánh bại những cựu vô địch Công thức 1 Sebastian Vettel và Fernando Alonso.

##### 2015

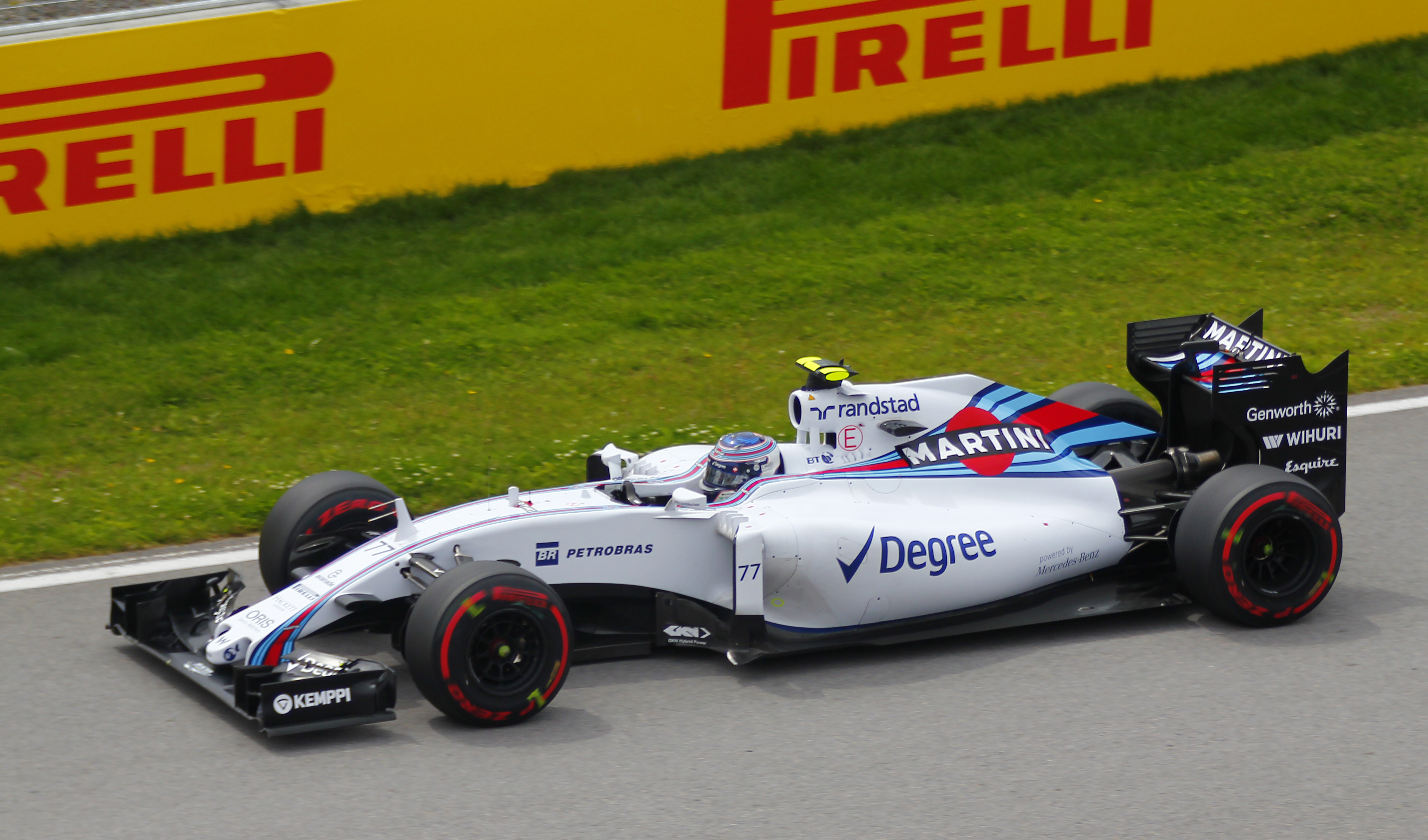
Valtteri Bottas tại giải đua ô tô công thức 1 Canada 2015

Vào tháng 9 năm 2014, Bottas và Massa tiếp tục đồng hành cùng Williams cho mùa giải 2015. Tại chặng đua mở màn của mùa giải ở Úc, Bottas đã vượt qua vòng phân hạng ở vị trí thứ 6 cho cuộc đua, nhưng bị thương ở lưng trong quá trình thi đấu vòng loại. Anh đã được đưa đến bệnh viện Alfred để kiểm tra đề phòng. Trong lúc đó, anh đã được chẩn đoán là bị tổn thương mô mềm ở lưng dưới và đã không đủ điều kiện y tế để tham gia cuộc đua. Trong cả mùa giải năm 2015, Bottas và Williams đều đã không đáp ứng được kỳ vọng của họ. Williams đã thất bại trước Ferrari trong thời gian chuẩn bị và nâng cấp mùa đông và tụt lại phía sau Mercedes. Thế nhưng, Bottas đã đạt được hai lần về đích trên bục podium trong mùa giải này. Lần đầu tiên anh lên bục podium là tại giải đua ô tô Công thức 1 Canada khi chiếc xe Ferrari của đồng hương Kimi Räikkönen gặp sự cố động cơ khiến anh ta quay xe. Bục podium thứ hai của mùa giải là tại giải đua ô tô Công thức 1 Mexico sau bộ đôi tay đua Mercedes. Hai chặng đua trước đó, Bottas đang ở vị trí thứ 3 tại Nga trước khi bị Räikkönen va chạm với anh ta khi cố gắng vượt qua ở vòng cuối cùng của cuộc đua. Sergio Pérez được vinh danh trên bục podium, trong khi Räikkönen bị phạt, tụt xuống thứ 8 và Bottas phải bỏ cuộc.
Bottas về thứ 5 trong giải vô địch khi đánh bại người đồng đội giàu kinh nghiệm hơn là Felipe Massa trong năm thứ hai liên tiếp.

##### 2016: Mùa giải cuối cùng cho đội đua Williams

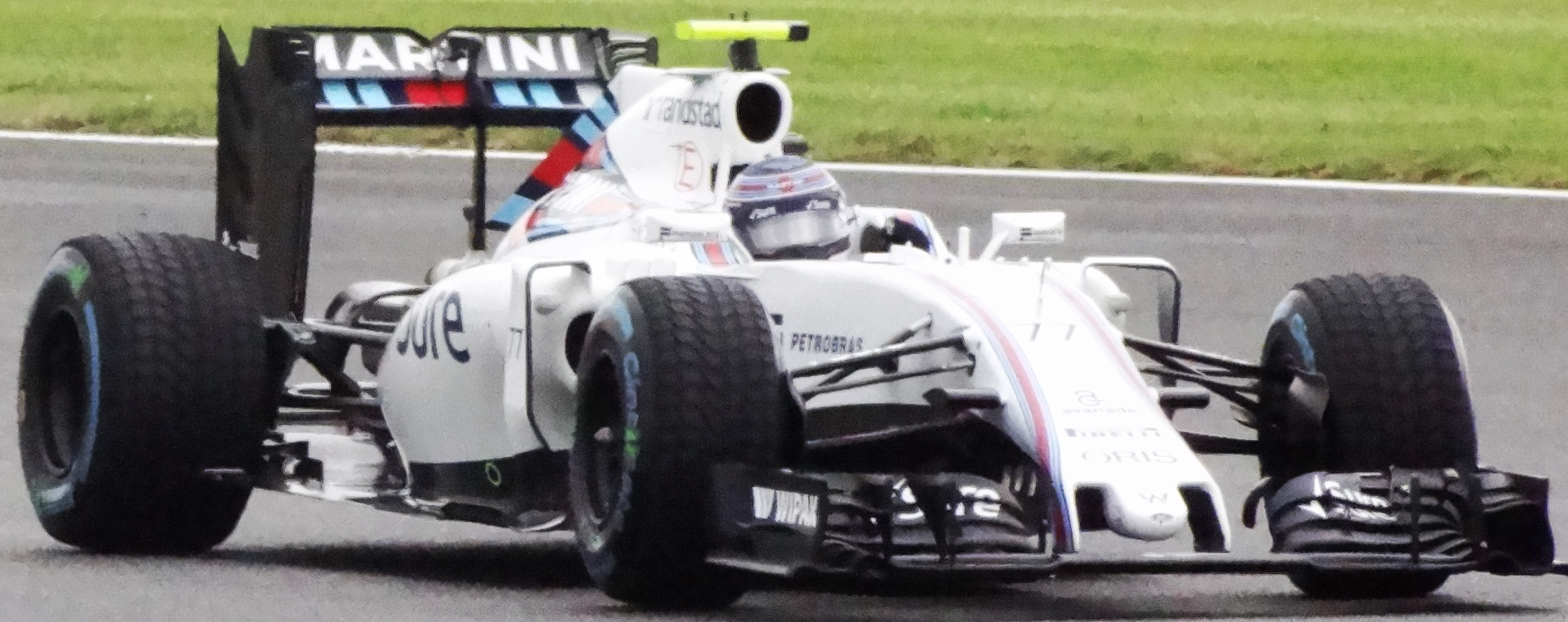
Valtteri Bottas tại vòng phân hạng của giải đua ô tô Công thức 1Anh 2016

Bottas và Massa tiếp tục là đồng đội tại Williams trong mùa giải 2016. Họ là hai tay đua duy nhất đạt được số điểm về đích trong cả năm chặng đua đầu tiên của mùa giải. Bottas giành vị trí thứ 3 tại giải đua ô tô Công thức 1 Canada và tái lập kết quả của anh so với năm trước. Đây cũng đã là lần lên duy nhất của Williams trên bục podium của anh trong mùa giải. Anh đã đạt được tốc độ kỷ lục với chiếc xe công thức 1 không chính thức là 378 km/h (235 dặm/giờ) tại Trường đua Thành phố Baku trong thời gian đủ điều kiện tham dự giải đua ô tô Công thức 1Châu Âu 2016. 
Anh về thứ 8 trong bảng xếp hạng các tay đua với 85 điểm và đánh bại đồng đội Massa một lần nữa.

#### Mercedes (2017-2021)

##### 2017: Chiến thắng đầu tiên trong công thức 1
Năm 2017, do tay đua đương kim vô địch là Nico Rosberg bất ngờ thông báo giải nghệ nên đội đua Mercedes đã chọn Valtteri Bottas là người thay thế.

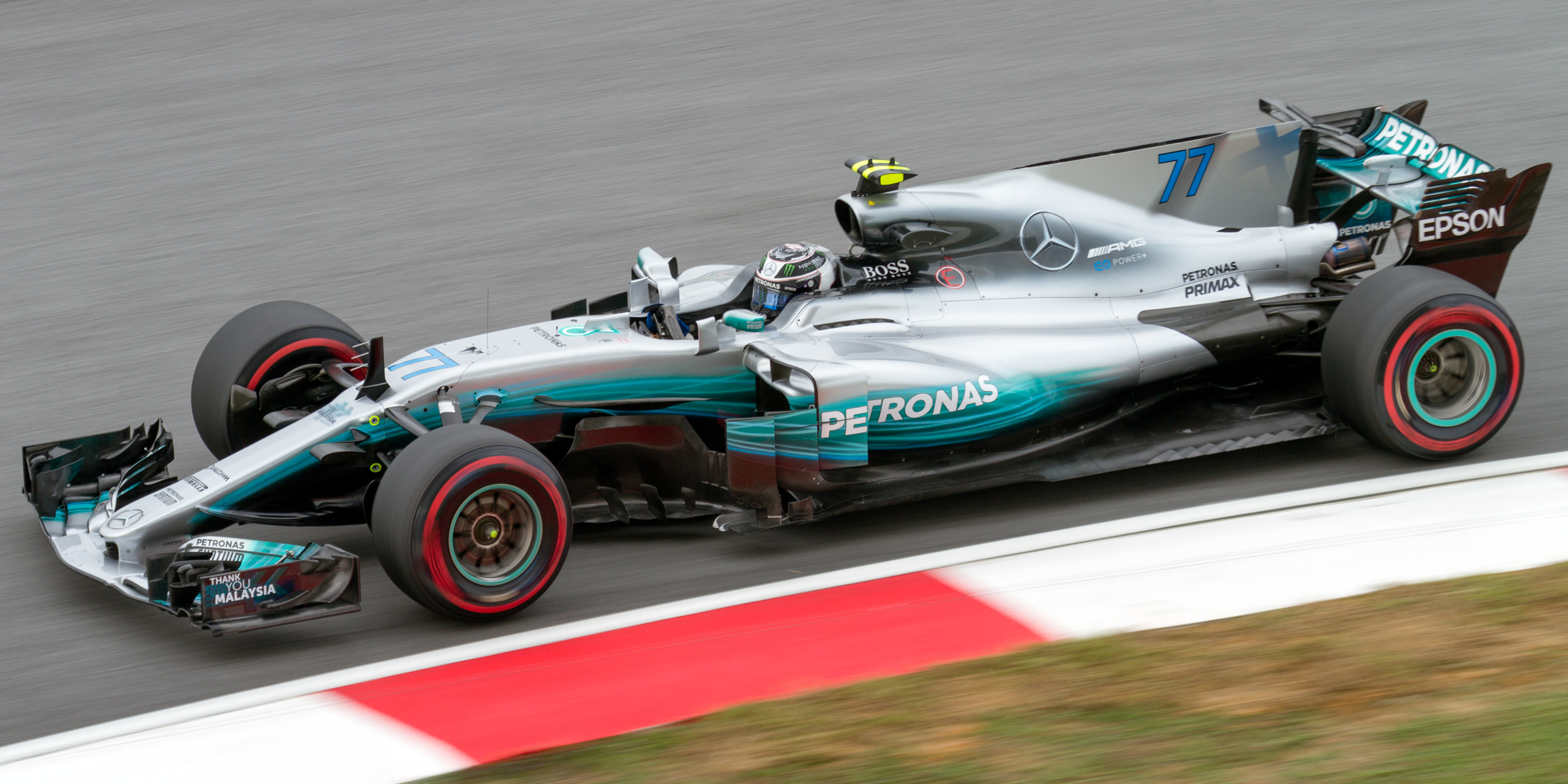
Valtteri Bottas tại chặng đua GP Malaysia 2017

Bottas đã về thứ 3 trong cuộc đua đầu tiên với tư cách là tay đua của Mercedes ở Úc sau Sebastian Vettel và Lewis Hamilton. Tại chặng đua ở Trung Quốc 2017, anh đã vượt qua xe an toàn và rơi từ vị trí thứ 5 xuống thứ 12 nhưng đã cố gắng leo lên để giành lại vị trí thứ 6 sau Lewis Hamilton, Sebastian Vettel, hai tay đua Red Bull và Kimi Räikkönen. Anh đã giành được pole trước Lewis Hamilton tại chặng đua GP Bahrain, đánh dấu vị trí pole đầu tiên trong sự nghiệp của anh ấy. Trong cuộc đua, anh đã về đích ở vị trí thứ 3 sau khi gặp vấn đề về áp suất lốp trong các vòng đua đầu tiên và không thể tìm được tốc độ để đấu với Vettel và Hamilton. 
Anh ấy đã giành được chiến thắng tại chặng đua GP Nga 2017 vào ngày 30 tháng 4 năm 2017 sau khi vượt qua chiếc Ferrari của Sebastian Vettel và Kimi Räikkönen từ vị trí thứ 3 ở vòng đầu tiên, giúp anh ấy trở thành người Phần Lan thứ năm giành được chiến thắng trong công thức 1. Anh đã bỏ cuộc từ vị trí thứ 3 trong chặng đua tiếp theo ở Tây Ban Nha do sự cố động cơ, trước đó anh ấy đã thoát một vụ va chạm với Verstappen và Räikkönen ở vòng đầu tiên. Bottas về thứ nhì tại Canada, xếp sau đồng đội Hamilton, tiếp theo là cuộc đua ở Azerbaijan leo lên vị trí thứ 2 từ vị trí cuối cùng và một vòng sau va chạm với Räikkönen ở vòng đầu tiên. Anh đã sử dụng nhiều lần ô tô an toàn ra ngoài và cờ đỏ để bắt kịp đoàn và sự hỗn loạn và kịch tính sau đó trước mặt đã cho phép anh ấy giành được vị trí thứ 2 vào thời điểm cuối cùng của vòng đua cuối cùng từ Lance Stroll. Bottas đứng đầu cuộc đua này ở cuộc đua tiếp theo với một vị trí pole và chiến thắng tại Áo, cầm chân Sebastian Vettel về cuối cuộc đua khiến anh chỉ kém Hamilton 15 điểm trong chức vô địch. 
Anh bắt đầu chặng đua tiếp theo ở Anh ở vị trí thứ 9 sau khi bị phạt lùi 5 vị trí vì đổi hộp số mới. Trong cuộc đua, anh đã tiến lên vị trí thứ 3 và cuối cùng về thứ 2 sau Hamilton do lỗi lốp ở cuối cuộc đua của Hamilton đối với Kimi Räikkönen của Ferrari. Ở Hungary, anh đã vượt qua vòng loại và đứng thứ 3, với việc Hamilton nhường cho anh ấy vị trí ở vòng cua cuối cùng của vòng đua cuối cùng sau khi anh ấy để Hamilton vượt lên để tấn công các tay đua Ferrari. Sau kỳ nghỉ hè, Bottas đứng thứ 5 tại Bỉ, xuất phát ở vị trí thứ 3, khi anh bị cả Ricciardo và Räikkönen vượt qua sau khi khởi động lại xe an toàn, trong khi đồng đội của anh là Lewis Hamilton đã giành chiến thắng trong cuộc đua. Tại Singapore, anh ấy đã vượt qua vòng loại thứ 6 và chiến lược tốt có nghĩa là anh ấy đã hoàn thành cuộc đua ở vị trí thứ 3 sau vụ va chạm giữa bốn ô tô ở vòng đầu tiên xảy ra trước mặt anh ấy. Sau đó, anh ấy kết thúc trên bục trong ba cuộc đua tiếp theo, trong khi Hamilton giành được hai chiến thắng và vị trí thứ 2, khi Mercedes giành chức vô địch các đội đua lần thứ tư liên tiếp tại Hoa Kỳ. Anh ấy đã giành được vị trí pole lần thứ ba của mùa giải tại Brazil, tiếp theo là cực thứ tư và chiến thắng thứ ba tại chặng đua cuối cùng của mùa giải ở Abu Dhabi.
Tổng kết mùa giải đầu tiên ở Mercedes, Bottas xếp thứ 3 chung cuộc, giành được ba chiến thắng và 252 điểm.

##### 2018
Vào ngày 13 tháng 9 năm 2017, Mercedes thông báo rằng Bottas sẽ lái xe cho họ một lần nữa trong mùa giải 2018.

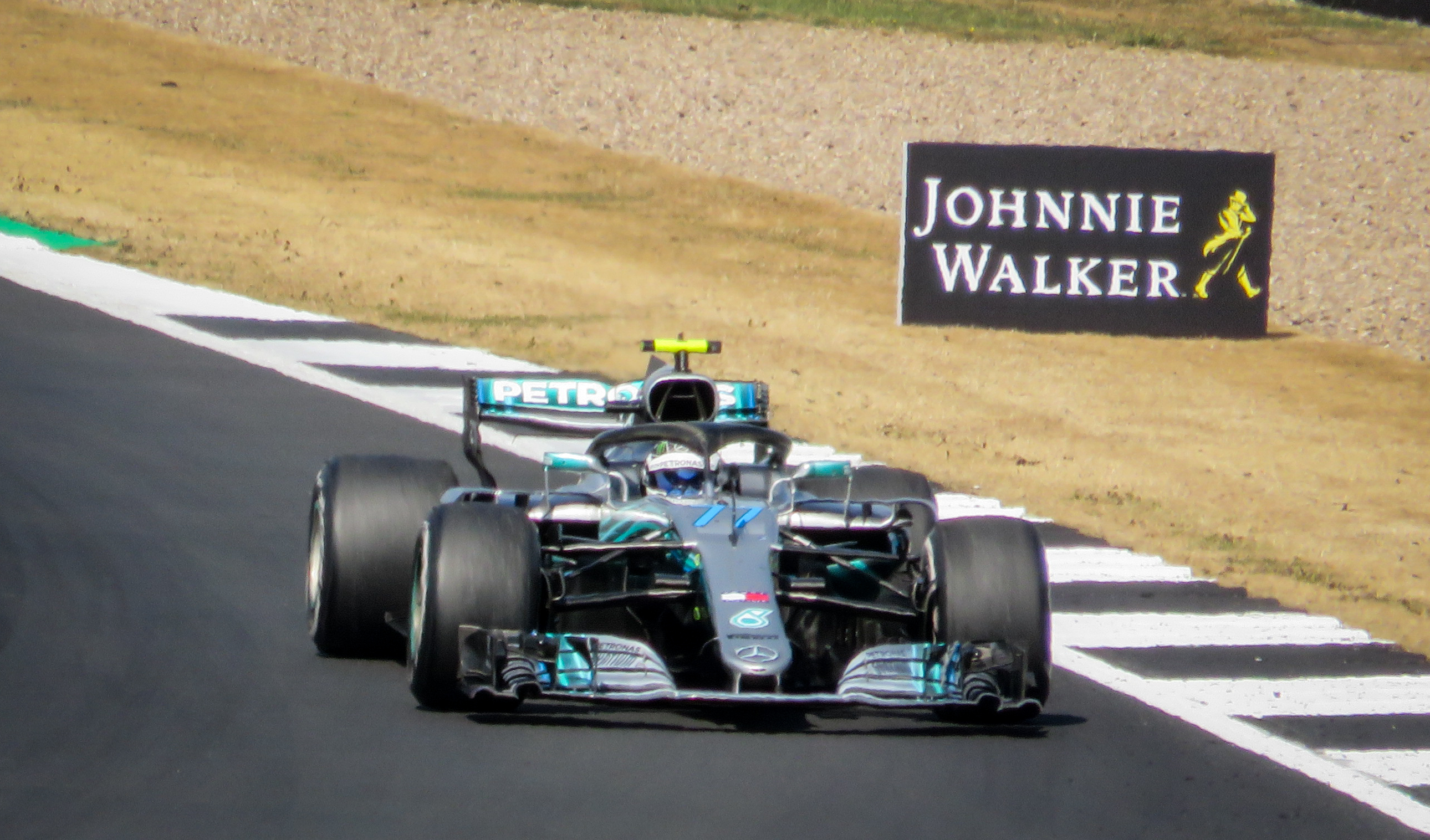
Valtteri Bottas vào mùa giải năm 2018

Bottas bắt đầu mùa giải không tốt ở Úc. Anh bị loại trong Q3 và bị phạt 5 bậc vì thay đổi hộp số, điều đó có nghĩa là anh ấy sẽ bắt đầu cuộc đua ở vị trí thứ 15; đồng đội của anh ấy là Hamilton bắt đầu cuộc đua từ vị trí pole. Trong cuộc đua, Bottas đã cán đích ở vị trí thứ 8 nhờ hưởng lợi từ chiếc xe an toàn ảo cũng như thực hiện một số pha vượt. Bottas đã lội ngược dòng ở Bahrain bằng cách đưa chiếc xe của anh ấy lên vị trí thứ 3 sau các tay đua Ferrari Vettel và Räikkönen nhưng trước Hamilton, người đã vượt qua vòng loại thứ 4. Trong cuộc đua, Bottas đã vượt qua Räikkönen ngay từ đầu. Vào cuối cuộc đua, lốp của Vettel bắt đầu nổ nhanh chóng và Bottas đã thu hẹp khoảng cách với Vettel trong vòng một giây và cuối cùng về 2, kém Hamilton chỉ vài giây. Bottas một lần nữa vượt qua đồng đội của mình để giành vị trí thứ 3 trên các tay đua Ferrari ở Trung Quốc. Anh lại vượt qua Räikkönen ngay từ đầu và vươn lên vị trí thứ 2. Sau đó, anh đã vượt qua được Vettel trong lúc đổi lốp trong làn pit lần đầu tiên và vượt lên dẫn đầu khi di chuyển vòng ra ngoài Räikkönen ở góc cua đầu tiên. Khi các tay đua của Toro Rosso Brendon Hartley và Pierre Gasly va chạm và gây ra thời gian xe an toàn, cả Bottas và Vettel đều đã đi qua lối vào làn pit và không thể dừng lại để thay lốp mới. Cả hai tay đua của Red Bull đều đọ sức với những chiếc lốp mềm hơn và nhanh hơn. Ricciardo vượt qua từ vị trí thứ 6 và thực hiện một pha vượt qua Bottas táo bạo khi chỉ còn tám vòng. Bottas về nhì trong cuộc đua và giữ vị trí thứ ba trong chức vô địch, kém người dẫn đầu Vettel 14 điểm. 
Tại cuộc đua tiếp theo ở Baku, Bottas lại vượt qua vòng loại ở vị trí thứ 3 sau Vettel và Hamilton. Anh vẫn ở vị trí thứ 3 trong giai đoạn đầu tiên của cuộc đua, nhưng khi cả Hamilton và Vettel đọ sức với những chiếc lốp mới, Bottas đã chiếm lấy vị trí dẫn đầu. Anh ấy ở lại thêm 15 vòng nữa cho đến khi các tay đua Red Bull va chạm và đưa ra xe an toàn. Trong hai vòng còn lại của cuộc đua, Bottas chạy qua một mảnh vỡ trên đường đua và lốp sau bên phải bị thủng và bỏ cuộc, mang về chiến thắng cho Hamilton. Điều này có nghĩa là Bottas đã rơi xuống vị trí thứ 4 trong chức vô địch, kém Hamilton ở vị trí đầu tiên 30 điểm. Trước thềm chặng đua GP Đức, Bottas đã ký hợp đồng mới với Mercedes cho mùa giải 2019 với tùy chọn cho mùa giải 2020. Vào cuối mùa giải, Bottas trở thành tay đua Mercedes đầu tiên kết thúc mùa giải mà không có chiến thắng nào kể từ Michael Schumacher vào năm 2012. Với bảy lần về đích ở vị trí thứ hai, anh cũng lập kỷ lục mới về số lần về nhì nhiều nhất mà không thắng trong một mùa.
Anh kết thúc mùa giải này ở vị trí thứ 5 với 247 điểm.

##### 2019
Năm 2019, Bottas khởi đầu mạnh mẽ với chiến thắng ở chặng đua đầu tiên GP Úc. Đây cũng là mùa giải mạnh mẽ nhất của Bottas ở đội đua Mercedes khi anh giành được thêm ba chiến thắng nữa ở Azerbaijan, Nhật Bản và Mỹ. Nhưng chừng đó là không đủ để phế truất ngôi vị của Lewis Hamilton, người có tới 11 chiến thắng ở mùa giải này.

##### 2020
Năm 2020, một lần nữa Bottas chiến thắng chặng đua mở màn ở GP Áo. Anh cũng có kết quả khá tốt ở nửa đầu mùa giải, có thêm một chiến thắng nữa ở GP Nga. Song anh lại phải bỏ cuộc ngay chặng đua tiếp theo ở trường đua Nurburgring (GP Eifel). Các chặng đua còn lại, anh cũng không có thêm một chiến thắng nào nên một lần nữa phải chứng kiến đồng đội Lewis Hamilton lên ngôi vô địch sớm.

##### 2021
Năm 2021, Bottas thi đấu không tốt ở các chặng đua đầu mùa giải.  Bottas đã phải bỏ cuộc ở ba chặng đua, ở GP Emilia Romagna anh có pha va chạm cực mạnh với George Russell khiến cho cuộc đua phải tạm dừng. Ở GP Monaco, Bottas bị lỗi pitstop khi đang có vị trí thứ hai. Và ở GP Hungary, Bottas phạm lỗi khiến cho Max Verstappen phải bỏ cuộc nên bị phạt 5 bậc xuất phát ở chặng đua tiếp theo.
Ở GP Italia, Bottas thi đấu khá tốt, giành chiến thắng phiên phân hạng truyền thống và phiên chạy Sprint. Nhưng anh bị phạt xuất phát cuối cùng ở cuộc đua chính do lỗi thay động cơ. Tận dụng những sự cố bất ngờ, Bottas đã lên bục podium.
Bottas đã không được đội đua Mercedes gia hạn hợp đồng và phải chuyển sang đội đua Alfa Romeo từ năm 2022.

## Thống kê thành tích
(tính cho đến giải đua ô tô Công thức 1 Abu Dhabi 2022)
| Năm  | Giải đua                         | Đội đua                          | Số chặng | Số chiến thắng | Vị trí pole | Vòng đua nhanh nhất | Podium | Tổng điểm | Vị trí trong BXH |
| ---- | -------------------------------- | -------------------------------- | -------- | -------------- | ----------- | ------------------- | ------ | --------- | ---------------- |
| 2007 | Formula Renault 2.0 NEC          | Koiranen Bros. Motorsport        | 16       | 2              | 2           | 3                   | 6      | 279       | 3                |
| 2007 | Formula Renault UK Winter Series | AKA Cobra                        | 4        | 3              | 0           | 1                   | 4      | 0         | NC†              |
| 2008 | Eurocup Formula Renault 2.0      | Motopark Academy                 | 14       | 5              | 7           | 4                   | 10     | 139       | 1                |
| 2008 | Formula Renault 2.0 NEC          | Motopark Academy                 | 14       | 12             | 13          | 12                  | 12     | 365       | 1                |
| 2009 | Formula 3 Euro Series            | ART Grand Prix                   | 20       | 0              | 2           | 1                   | 6      | 62        | 3                |
| 2009 | British Formula 3 Championship   | ART Grand Prix                   | 4        | 0              | 0           | 0                   | 1      |           | NC†              |
| 2009 | Masters of Formula 3             | ART Grand Prix                   | 1        | 1              | 1           | 1                   | 1      |           | 1st              |
| 2009 | Macau Grand Prix                 | ART Grand Prix                   | 1        | 0              | 0           | 0                   | 0      |           | 5                |
| 2010 | Formula 3 Euro Series            | ART Grand Prix                   | 18       | 2              | 1           | 4                   | 8      | 74        | 3                |
| 2010 | Masters of Formula 3             | ART Grand Prix                   | 1        | 1              | 0           | 0                   | 1      |           | 1                |
| 2010 | Macau Grand Prix                 | Prema Powerteam                  | 1        | 0              | 0           | 0                   | 1      |           | 3                |
| 2011 | GP3 Series                       | Lotus ART                        | 16       | 4              | 1           | 3                   | 7      | 62        | 1                |
| 2011 | British Formula 3 Championship   | Double R                         | 3        | 1              | 0           | 1                   | 1      | 17        | 17               |
| 2011 | Macau Grand Prix                 | Double R                         | 1        | 0              | 0           | 0                   | 0      |           |                  |
| 2013 | Công thức 1                      | Williams                         | 19       | 0              | 0           | 0                   | 0      | 4         | 17               |
| 2014 | Công thức 1                      | Williams                         | 19       | 0              | 0           | 1                   | 6      | 186       | 4                |
| 2015 | Công thức 1                      | Williams                         | 19       | 0              | 0           | 0                   | 2      | 136       | 5                |
| 2016 | Công thức 1                      | Williams                         | 21       | 0              | 0           | 0                   | 1      | 85        | 8                |
| 2017 | Công thức 1                      | Mercedes-AMG Petronas Motorsport | 20       | 3              | 4           | 2                   | 13     | 305       | 3                |
| 2018 | Công thức 1                      | Mercedes-AMG Petronas Motorsport | 21       | 0              | 2           | 7                   | 8      | 247       | 5                |
| 2019 | Công thức 1                      | Mercedes-AMG Petronas Motorsport | 21       | 4              | 5           | 3                   | 15     | 326       | 2                |
| 2020 | Công thức 1                      | Mercedes-AMG Petronas F1 Team    | 17       | 2              | 5           | 2                   | 11     | 223       | 2                |
| 2021 | Công thức 1                      | Mercedes-AMG Petronas F1 Team    | 22       | 1              | 4           | 4                   | 11     | 226       | 3                |
| 2022 | Công thức 1                      | Alfa Romeo F1 Team ORLEN         | 22       | 0              | 0           | 0                   | 0      | 49        | 10               |

Chú thích:
- NC = tay đua không được xếp hạng
- *Mùa giải đang diễn ra